# La Vie de château (court métrage)
Pour les articles homonymes, voir La Vie de château.
Série
La Vie de château
(2024)
Pour plus de détails, voir Fiche technique et Distribution.
La Vie de château est un court métrage d'animation français réalisé par Clémence Madeleine-Perdrillat et Nathaniel H'Limi et sorti en 2019, il remporte le prix du jury au Festival d'Annecy la même année.
Le court met en scène Violette qui découvre qu'elle est "pupille de la Nation". Obligée d'aller vivre avec son oncle qui travaille au château de Versailles, la petite orpheline triste et en colère va devoir cohabiter avec cet oncle solitaire et bougon. Ils vont devoir apprendre à vivre ensemble et à s'apprivoiser en surmontant leur deuil.

## Synopsis
On assiste dans une église à la cérémonie d'enterrement de Juliette et Pablo, les parents de la jeune Violette, une fillette rousse à lunettes âgée de 8 ans. Celle-ci a une imagination débordante et se représente le curé en grand prêtre de l'ancienne Égypte qui psalmodie, et visualise les cercueils de ses parents en sarcophages de pharaon et reine. L'assistante sociale l'informe que c'est elle qui veillera sur elle dorénavant puisqu'elle est « pupille de la Nation », une orpheline. Elle l'emmène au château de Versailles car son oncle Régis y vit dans le jardin, dans une petite maison mise à sa disposition en tant qu'homme à tout faire. Violette n'est pas contente, dit qu'il pue et qu'elle ne l'a pas vu depuis des années.
Régis est un homme imposant qui grogne plus qu'il ne parle, l'intérieur de sa maison est sale et en mauvais état, pas du tout approprié pour un enfant. L'assistante sociale, Geneviève, lui demande d'adapter le mobilier et de tout nettoyer. Violette est triste, n'a pas faim et refuse de lui parler, en plus la nuit il ronfle ! Elle préférerait rentrer chez elle et fait l'école buissonnière. Mais son ancien appartement est fermé à clé, elle se couche alors sur le paillasson. L'école prévient son oncle de son absence, il sait où elle est et la rejoint là-bas. Il l'oblige à rentrer chez lui. Mais le lendemain elle continue de fuguer. Geneviève s'en mêle, lui dit que cela ne peut pas durer, qu'elle a peur que la petite attrape une angine. Elle explique à Violette que c'est sa mère qui voulait que son frère s'occupe d'elle en cas de malheur, mais la fillette croit qu'au contraire elle le détestait.
La nuit, elle voit une souris dans sa chambre et tente de l'apprivoiser. Le jour, elle continue de fuguer, son oncle la suit en douce et l'emmène faire un tour. Il lui propose d'aller pour Noël chez ses parents, Evelyne et Jean-Pierre, les grands-parents maternels de Violette, qui habitent à Montpellier, et de rester ensuite vivre chez eux. Il lui demande d'arrêter de fuguer en attendant sa nouvelle maison et sa nouvelle école, elle accepte le marché. Monsieur Ange, le conservateur du château, reproche à Régis de prendre du retard dans son travail, en particulier avec "l'araignée". Ce dernier montre à Violette qu'il s'agit de l'immense structure de canalisations souterraines qui alimentent les nombreux jets d'eau du jardin. Il la présente également à Olga qui s'occupe de l'entretien de l'intérieur du château et qui lui explique qu'elle est ici "au service de l'histoire".
Régis a acheté un nouveau pull à Violette, il est jaune et trop grand, les autres enfants se moquent d'elle à l'école. Elle lui reproche de ne pas être allé chercher ses affaires dans l'ancien appartement. Il lui explique que c'est au-dessus de ses forces. Le soir dans le jardin, devant un feu de joie, il lui propose de mettre son pull au feu puisqu'elle le déteste. Elle s'exécute et ils crient ensemble pour se défouler. Il lui raconte pourquoi il s'est éloigné de sa famille : ses parents lui ont payé des études artistiques, il faisait de la danse en tant que porteur, puis il s'est blessé et a tout arrêté. Il a trouvé ce travail comme homme à tout faire à Versailles, ce qui le rend heureux mais fait honte à ses parents qui ne veulent pas lui rendre visite. C'est pour cette raison qu'il n'est pas venu à l'enterrement, la dernière fois qu'il a vu sa sœur, ils se sont hurlé dessus et il ne pourra plus jamais réparer ça.
Malcolm et Violette partagent la même passion pour l'Égypte antique, ils s'amusent dans le château et le jardin de Versailles. Malcolm trouve qu'elle a "une vie de château" ici. Celle-ci n'a plus très envie d'aller vivre chez ses grands-parents dans le Sud, elle se plaît à présent avec son oncle. De plus, ils bricolent et décorent tous ensemble la petite maison pour la rendre plus agréable. Malcolm est persuadé que Régis et Olga sont amoureux. Geneviève apprécie les efforts de Régis, mais ne peut changer le programme décidé, elle vient la chercher pour déménager. Violette est si triste qu'elle s'enfuit par le trou au sol vers les canalisations souterraines, elle se perd, mais son oncle la retrouve. Violette veut rester avec lui, et devant sa détermination, Geneviève accepte de revoir sa décision, à condition qu'ils aillent ensemble dans le Sud l'expliquer aux grands-parents.

## Fiche technique
- Titre original : La Vie de château
- Réalisation : Clémence Madeleine-Perdrillat et Nathaniel H'Limi
- Scénario : Clémence Madeleine-Perdrillat
- Décors : Nathaniel H'Limi
- Animation : Nicolas Hu
- Montage : Thomas Belair
- Montage son : Anne-Sophie Coste
- Musique : Albin de la Simone
- Producteur : Lionel Massol, Pauline Seigland, Emmanuel-Alain Raynal et Pierre Baussaron
- Sociétés de production : Films Grand Huit et Miyu Productions
- Société de distribution : Dandelooo
- Pays d'origine :  France
- Langue originale : français
- Format : couleur
- Genre : animation
- Durée : 28 minutes
- Dates de sortie :
  -  France : 10 juin 2019 (Annecy 2019)

## Distribution
- Frédéric Pierrot : Régis
- Anne Alvaro : Geneviève
- Emi Lucas-Viguier : Violette
- Céline Ronté : Olga
- Malcolm Vallet-Armellino : Malcolm
- Julien Sibre : Monsieur Ange/le maître de cérémonie

## Accueil
Clémence Madeleine-Perdrillat témoigne dans Télérama : « Avec Nathaniel, nous avons été stupéfaits par le succès du film, d'autant que c'était notre première animation. Le plus beau a été la sortie en salles, où La Vie de château a rassemblé quarante mille spectateurs ! »

### Accueil critique
En France, le site Allociné propose une moyenne de 3,9⁄5, fondée sur 7 critiques de presse.
Pour le journal La Croix, « C’est toute la force de ce récit simple sur le travail de deuil, magnifié par un trait gracieux, à la fois réaliste et naïf, une animation épurée et vive, attentive aux émotions, et une interprétation vocale brillante (Anne Alvaro et Frédéric Pierrot en tête). »
Pour la revue Les Fiches du cinéma, « La Vie de château décline, avec tendresse, poésie ou réalisme, la peur qui fait grandir, l’engagement et le deuil. Et surtout l’amour, qu’il soit filial, conjugal ou par adoption. Un apprentissage de la vie beau, subtil, harmonieux et intelligemment éducatif. »
Pour le magazine Télérama, « Violette a le visage exact de l’enfance, tristounette ou piquante, avec ses refus et ses joies. Et cette histoire de reconstruction avance, avec une finesse psychologique inouïe et des dialogues délicieux. »
Et pour Première, c'est « Un moyen métrage d’animation d’une douceur infinie, pudique et malicieux (très drôle, aussi), porté par la voix enveloppante et caverneuse de Frédéric Pierrot, formidable en vieux lion au grand coeur. »

## Distinction
La Vie de Château a rencontré un grand succès publique et critique, cumulant plus de 20 récompenses dans le monde, dont le prix du jury de la meilleure série TV à l'édition 2019 du festival international du film d'animation d'Annecy

### Récompenses
- Prix du Jury au Festival International du Film d'animation d’Annecy[5]
- Prix des enfants Courts des Petits - Premiers Plans d’Angers

- Prix de la compétition Jeune Public & Prix Unifrance Jeune Public du Festival international du film en plein air de Grenoble

- Best Animated Short Film for Kids - Imaginaria
- Coup de cœur pour une œuvre audiovisuelle Association Les femmes s’Animent - Festival national du film d’animation
- Réanimania  Film Festival : Mention spéciale du Jury Festival Anima • Best Tv & educational Film
- Les enfants terribles de Huy : Coup de Coeur du public - Coup de cœur du jury jeune - coup de coeur de 6NEMA

- New-York International Children Festival : New York International Children’s Audience Award • NYICFF “Grown-Ups” Best Short Film Award • NYICFF Grand Prize Short Film Award

- Chicago International Children’s Film Festival : Best Tv Award Professional and Children Jury
- Best Animation Short - Dell-IKFF
- Tricks for Kids Award - Stuttgart International Festival of Animated Film
- Prix du Meilleur Film d’Animation One Coutry One Film
- IndieJunior Audience Award[réf. souhaitée]

### Sélections
- Festival international du court-métrage de Clermont-Ferrand[6]
- Fête du court métrage
- Off courts de Trouville
- Festival national du film d’animation de Rennes
- Festival du film francophone d’Angoulême
- Festival Européen du Film Court de Brest
- Festival Premiers Plans d’Angers
- Un court tournable
- Festival international de Contis
- Festival du film de Sarlat
- Festival Image par image
- Anima Film Festival
- International Children’s and Youth Film Festival
- Minneapolis St. Paul International Film Festival
- Taïwan International Children’s Film Festival
- Children Film Festival La Matatena - Mexique
- Festival Encounters Bristol
- Cinékid Amsterdam
- Animafest Zagreb
- Dhaka International Film Festival
- Lublin Film Festival
- Tirana Film Festival
- KROK Film Festival
- Festival International HOF
- Festival international du cinéma francophone en Acadie
- Festival du nouveau cinéma Montréal
- Animac - Espagne
- Busan International Kids festival
- Festival FIFF de Namur